# Andrzej Kajetan Wróblewski
Andrzej Kajetan Wróblewski (n. 1933, Varșovia) este un fizician polonez, doctor habilitat în fizică și matematică (1971), decan al facultății de fizică a Universității din Varșovia (1986-1989), rector al Universității din Varșovia (1989- 1993), membru al Academiei de științe din Polonia, specialist în domeniul fizicii nucleare și a particulelor elementare, istoriei fizicii.

## Decorații și titluri onorifice
- Medalia Marie Curie
- Medalia Marian Smoluchowski (1999)
- Doctor Honoris Causa a Universității Siegen (1980)
- Doctor Honoris Causa a Universității Chapman(SUA) (1990)
- Doctor Honoris CAusa a Universității Glasgow (1992)